# Dolmen du Cap del Pouech
Le dolmen du Cap Del Pouech est situé sur les hauteurs de la commune du Mas-d'Azil, dans le département français de l'Ariège.

## Description
Le dolmen est composé de quatre orthostates surmontés d'une table de couverture mesurant 3,50 m de longueur sur 2,50 m de largeur. Les dolmens pyrénéens bien conservés sont rares, il est un exemple de cette architecture funéraire du Néolithique. Le tumulus qui servit à monter la table de couverture a disparu depuis longtemps, et le dolmen fut vidé lors des fouilles réalisées au XIXe siècle par l'abbé Pouech. L'abbé Breuil y fit également des fouilles au début du XXe siècle, il y recueillit des vestiges de l'Âge du bronze (nombreux ossements humains trouvés) en partie visibles au musée de préhistoire du Mas-d'Azil.
Le résultat de ces fouilles a permis de dater les dolmens locaux à une période de l’âge de Bronze (de -1800 à –700 av JC) d’après les divers matériaux trouvés. 